# Кіта-Кюсю (аеропорт)
Аеропорт Кіта-Кюсю (яп. 北九州空港, きたきゅうしゅうくうこう, кіта-кюсю; англ. Kitakyushu Airport) — державний вузловий міжнародний аеропорт в Японії, розташований в місті Кіта-Кюсю префектури Фукуока. Розпочав роботу з 2006 року. Початково називався Новий аеропорт Кіта-Кюсю, проте 2008 року змінив назву на сучасну. Спеціалізується на внутрішніх та міжнародних авіаперевезеннях.